# Gentiana satsunanensis
Gentiana satsunanensis là một loài thực vật có hoa trong họ Long đởm. Loài này được T.Yamaz. mô tả khoa học đầu tiên năm 2002.